# Bleek heidegroefkopje
Het bleek heidegroefkopje (Pocadicnemis juncea) is een spinnensoort in de taxonomische indeling van de hangmatspinnen (Linyphiidae).
Het dier behoort tot het geslacht Pocadicnemis. De wetenschappelijke naam van de soort werd voor het eerst geldig gepubliceerd in 1953 door George Hazelwood Locket & Alfred Frank Millidge.